# Andrea Cassinelli
Andrea Cassinelli (* 2. September 1993 in Moncalieri) ist ein italienischer Shorttracker.

## Werdegang
Cassinelli, der für den Velocisti Ghiaccio aus Turin startet, trat international erstmals bei den Juniorenweltmeisterschaften 2010 in Taipei in Erscheinung. Dort errang er den 11. Platz mit der Staffel. Bei den Juniorenweltmeisterschaften 2011 in Courmayeur belegte er den 20. Platz im Mehrkampf und den 15. Rang mit der Staffel. Sein Debüt im Shorttrack-Weltcup hatte er im Oktober 2011 in Salt Lake City und kam dabei auf den 24. Platz über 1000 m. und auf den 15. Rang über 1500 m. Bei den Juniorenweltmeisterschaften 2012 in Melbourne lief er auf den 49. Platz im Mehrkampf und auf den neunten Rang mit der Staffel und bei den Juniorenweltmeisterschaften 2013 in Warschau auf den 46. Platz im Mehrkampf und auf den siebten Rang mit der Staffel. Im Januar 2013 wurde er bei den Europameisterschaften in Malmö Vierter mit der Staffel. In der Saison 2015/16 erreichte er in Shanghai mit dem zweiten Platz mit der Staffel seine erste Podestplatzierung im Weltcup. Bei den Europameisterschaften 2016 in Sotschi wurde er Fünfter und bei den Weltmeisterschaften 2016 in Seoul Sechster mit der Staffel. Im folgenden Jahr holte er bei den Europameisterschaften in Turin die Bronzemedaille mit der Staffel. Zudem errang er dort den 18. Platz im Mehrkampf und bei den Weltmeisterschaften in Rotterdam den 24. Platz im Mehrkampf. Bei den Europameisterschaften 2018 in Dresden wurde er Vierter und bei den Europameisterschaften 2019 in Dordrecht Fünfter mit der Staffel. Im Februar 2019 kam er im Weltcup in Turin auf den dritten Platz mit der Staffel. Bei den Weltmeisterschaften im folgenden Monat in Sofia errang er den achten Platz mit der Staffel. Im folgenden Jahr belegte er bei den Europameisterschaften in Debrecen den 20. Platz im Mehrkampf und gewann mit der Staffel erneut die Bronzemedaille.

## Persönliche Bestzeiten
- 500 m      40,802 s (aufgestellt am 1. Februar 2019 in Dresden)
- 1000 m    1:25,379 min (aufgestellt am 24. Februar 2019 in Courmayeur)
- 1500 m    2:12,649 min (aufgestellt am 7. Dezember 2018 in Almaty)
- 3000 m    4:47,963 min (aufgestellt am 21. Oktober 2018 in Bormio)